# Postiljonen (ångfartyg)
Postiljonen var ett postångfartyg som förde postförsändelser över Ålands hav mellan Grisslehamn och Eckerö.
Kungliga Generalpoststyrelsen förhandlade 1859 med poststyrelsen i Helsingfors om en ångare för trafiken Grisslehamn-Eckerö. För postens räkning gjorde Otto Carlsund på Motala Werkstad ritningar för ett fartyg av samma typ som postens första vinterångare Polhem från 1857, men något mindre. På finländsk sida var man dock inte intresserad av att förändra det gamla systemet med postrotar och isbåtar. 
Tio år senare beslöt Generalpoststyrelsen 1869 att bygga ett fartyg, men Otto Carlsunds förslag bantades väsentligt. Major Bror Johan Jonzon vid Flottans mekaniska kår gjorde upp ritningar för ett förminskat fartyg med en längd 70 fot och med en ångmaskin med blygsamma 20 nominella hästkrafter. Fartyget bekostades av Generalpoststyrelsen, men driftkostnaderna delades med Storfurstendömet Finland.
Efter det att Postiljonen levererats 1870 drogs den tidigare sjöpostbefordringen i Grisslehamn in och de svenska postbåtarna såldes.
Postiljonen upprätthöll förbindelsen Grisslehamn–Eckerö i tio år. Hon seglade från Grisslehamn tidigt på morgonen och återvände på kvällen samma dag från Eckerö, två gånger i veckan. Hon fick dock göra uppehåll vid svåra isförhållanden, då åländska postrotarna fick sköta trafiken med isbåtar. 
Postångbåtstrafiken över Ålands hav upphörde våren 1880. Det finländska postverket hade kontrakterat Carl Korsmans rederi att sända post med S/S Express mellan Stockholm och Hangö på fastlandet och sade upp 1862 års postkonvention med Sverige. 
Postiljonen såldes 1880 till Bergnings & Dykeri AB Neptun som bogserare och såldes vidare 1887 till Örnsköldsvik och omdöptes till Alfredshem. År 1892 såldes hon till Järved och omdöptes till Neptun. År 1896 såldes hon till Vasa i Finland och fick namnet Dolly. Omkring sekelskiftet 1800/1900 såldes hon till Turkiet, där hon fick namnet Marmar II. 